# Сем Фрікер
Сем Фрікер (англ. Sam Fricker, 4 травня 2002) — австралійський стрибун у воду.
Учасник Олімпійських Ігор 2020 року, де в стрибках з 10-метрової вишки посів 28-ме місце.